# Команчі

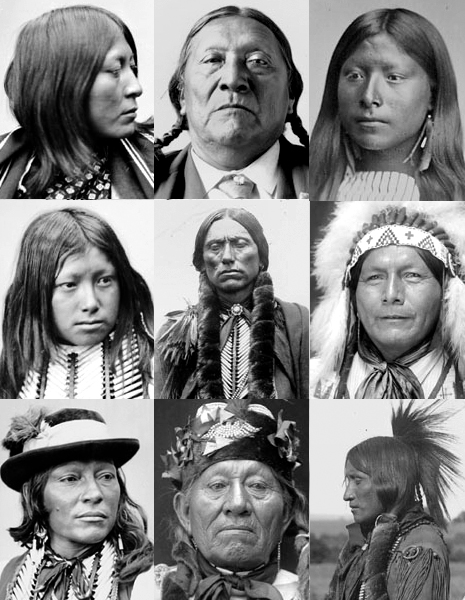
Портрети людей племені команчі

Команчі — одна з американських націй, котра сформувалася на південних рівнинах США на початку 1700-х років. Спочатку, Команчі були частиною племені Шошонів, але відкололися від них, коли ті почали використовувати коней і отримали можливість подорожувати на далекі відстані. Їх самоназва «нумуну», тобто «справжні люди», але більш відома назва команчі («вороги»), яку отримали від сусідніх племен.

## Плем'я команчі
Як тільки команчі відокремилися від шошонів, вони відправився на південь з Вайомінга в Нью-Мексико, Колорадо, Оклахому та інші штати. Близько 1700 р., групи Шошонів придбали коней і почали мігрувати на південь, утворюючи плем'я Команчі. Перейняли майстерність керувати кіньми від народів пуебло і юта.
Протягом наступного століття, Команчі правили південними рівнинами, як мисливці-збирачі, частково через те, що у них з'явилася змога далеко подорожувати, верхи на коні. Їхнє населення швидко зростало, з історичних джерел відомо, що їх чисельність була десь 20 тис. осіб, або ще більше. Оскільки їх плем'я розрослося, вони зайняли територію штату Оклахома, Нью-Мексико, Техасу, Арканзасу та інших сусідніх штатів. Їх панування було так добре відомо, що вони стали відомі як «Володарі рівнин», а землю, на якій вони жили називали Команчерія (самі команчі називали її Нумунуу Соокобіту).
Сьогодні народ команчі має свою штаб-квартиру в Лоутон, штат Оклахома, хоча їх населення як і раніше є і в Каліфорнії, Нью-Мексико і Техасі. Американські індіанці, які стануть нацією Команчі, були частиною племені східних шошонів біля річки Платт в штаті Вайомінг. Сьогодні комплекс Команчі знаходиться недалеко від Лоутон, штат Оклахома. Команчі до сих пір продовжують становити значну частину населення і економічного впливу в Оклахомі. Команчі також живуть в навколишніх штатах, хоча і в менших кількостях.
У 2002 році, в Лоутоні, було засновано Національний Коледж Команчі. Поряд з іншими бізнес-операціями Команчі отримують значну частину своїх економічних засобів для існування з ряду казино, якими вони володіють Команчі також дотримуються різних туристичних і культурних заходів спадщини, таких як щорічні ярмарки.

## Історія
У першій половині XVIII ст. основна частина команчів проживала в межиріччі Платта і Арканзасу. Звідти вони робили набіги не тільки на іспанців, апачів і юта, а й на інші племена центральних рівнин. Хоча багато людей з племені команчі після 1750 р. відкочувались на південь, на колишньому місці залишилися ямпаріка і юпе. Ще в 1805 р. північний Платт знали як «Падука», і це тоді означало те ж, що і «Команчі». У 1775 р. команчі билися з лакота і чейеннамі в Блек-Гіллс і нападали на селища арікара по р. Міссурі.

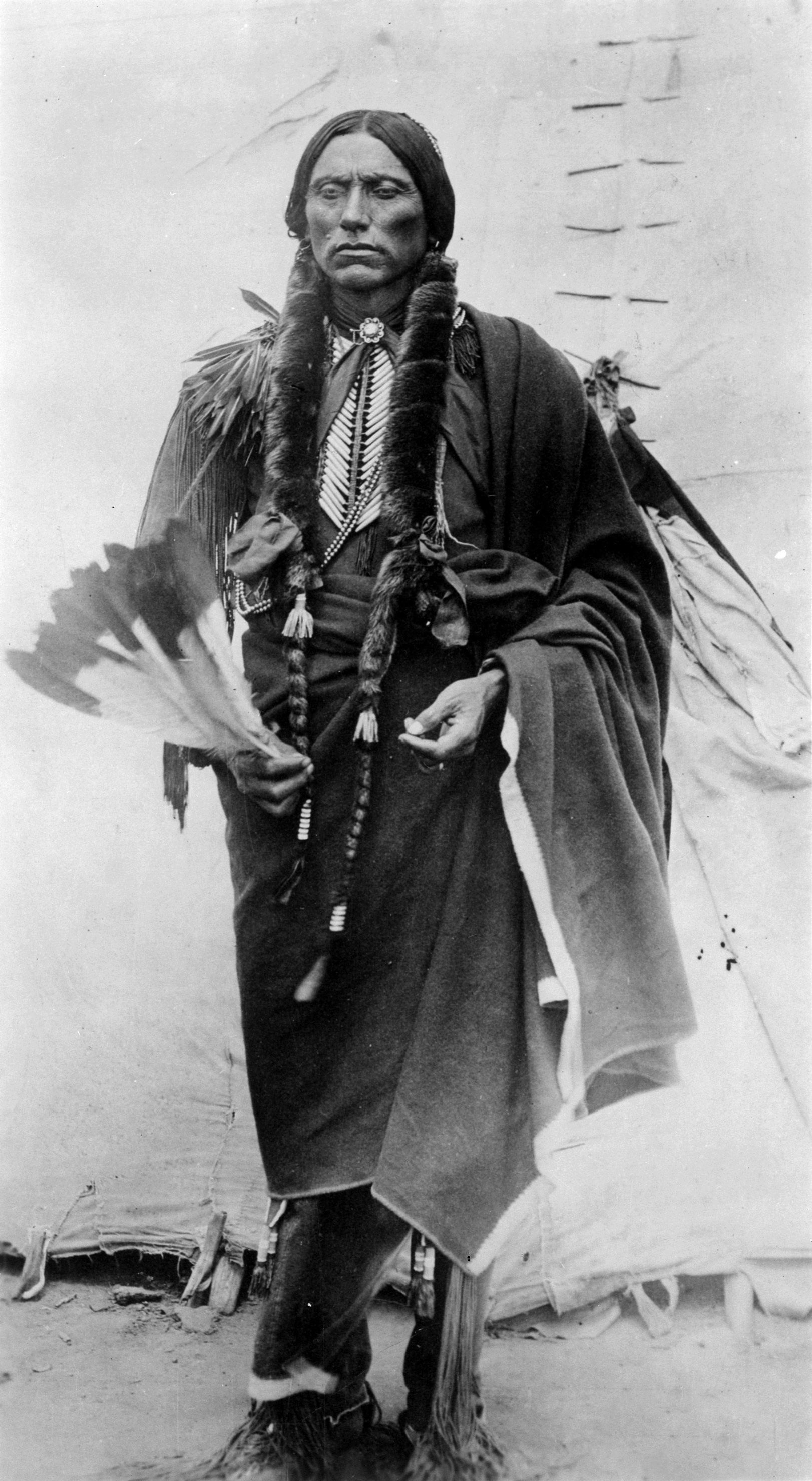
Куана Паркер — вождь команчі

Не було миру і з канза, оседжами і пауні. Зазвичай каменем спотикання служили коні. У команчів завжди їх було більше, ніж потрібно, а ці племена не бажали вести чесну торгівлю, особливо коли отримали рушниці від французів. Вони частіше за все йшли найпростішим шляхом — зустрічаючи вершника-команча, його тут же пристрілювали, коня забирали, а це вже означало війну. Зрештою, команчі виробили тактику боротьби із супротивником, озброєним однозарядними рушницями, а пауні і оседжі доти сформували власні табуни — щоправда, переважно за рахунок тих же команчів. 1746 року три племені схопилися у великій війні. Через чотири роки за посередництва Уїчита, команчі і пауні помирилися і спільними зусиллями обрушилися на оседжів, 1751 року ті були розбиті. Після цього пауні ухвалили рішення піти з Канзасу і переселилися далеко на північ, у Небраску, а команчі, своєю чергою, частиною відправилися до Льяно-естакад, а іншою частиною зміцнилися у Арканзасі.
Професор Оксфордського університету Пекка Хямяляйнен, вважає їхні землі кочовою імперією, в якій була розвинені внутрішні торговельні зв'язки і вплив якої зазнавали народи від Мексики до Канади. Хоча команчі не мали єдиновладного правління і завжди залишалися розділеними на декілька груп, вони були здатні в разі потреби швидко виставити кінну армію чисельністю кілька тисяч. Багато поселень європейців на південному заході були більше пов'язані економічно і політично з індіанською конфедерацією команчів, ніж зі своїм номінальним урядом в Мексиці. На думку історика, причиною, по якій вони поступилися, урешті-решт, європейцям, була не слабкість у військовій організації, а епідемії віспи і холери кінця 1840-х років.
Більшою мірою історія племені команчі завдячує одному з індіанських вождів Куана Паркеру. Куана Паркер (бл. 1845 або 1852 — 23 лютого 1911) був одним із найвідоміших вождів племені команчі, став домінантною фігурою в її історії, особливо після остаточного розгрому «команчі». США визначили Куана як головного вождя всієї нації, як тільки команчі ввели загальні вибори. Сім років він чинив опір, постійно атакуючи поселення білошкірих американців. У 1874 році, на чолі більш як семи ста воїнів, він атакував мисливців на бізонів в Едоуб-Уоллс. Куану і його воїнам довелося здатися після дворічного переслідування військами полковника Р. Маккензі. Другого червня 1875 р. Куана на чолі чотирьохсот квахаді прибув до форту Сілл. Оселившись на своїй фермі, він робив все, аби полегшити положення свого народу, намагаючись в усьому відстоювати племінні традиції. Разом з багатьма відомими індіанцями, він брав участь в інавгураційному параді президента Рузвельта. Куана Паркер був одним з ранніх відомих послідовників церкви корінних американців.

## Культура

### Мова
Розмовляють мовою, яка належить до юто-ацтецької родини. Доволі близька до мови шошонів.

### Розваги
Команчі зробили багато різних речей для розваг. Команчі досить часто крали коней сусіднього народу на південному-заході. Вони робили це протягом багатьох років. Через деякий час це стало більше грою, аніж фактичною роботою. Вони були дуже кваліфікованими вершниками і багато знали про те, як вкрасти коня. Вони крастимуть не тільки з земель своїх сусідів, але й з європейських поселень в Нью-Мексико, Техасі та Оклахомі. Команчі далеко подорожуватимуть, щоб зробити це, а заодно і добре провести час. Ігри для дітей, звичайно, також існували, адже у дорослих не було надто багато часу, аби погратися з ними.

### Релігія
Команчі вірили і в хороших і в поганих духів. Їх релігія не була надто розвинутою і розгорнутою, як скажімо християнство. Коли б люди з племені Команчі зустрілися один з одним за порадою чи молитовним питанням, вони б почали з церемонії куріння люльки. Перша затяжка була б для Великого Духа. У Команчі була своя форма танцю сонця, який вони постійно виконували через регулярні проміжки часу протягом року.

### Мистецтво
Мистецтво народу Команчі було не з тих, що дуже популярно. Їхнє мистецтво було широко поширене і добре відоме лише на територіях, якими вони володіли. Деякі племена команчі робили мистецькі штучки зі своїх улюблених речей, таких як коня, бізона, фруктів та овочів. Скульптури були зроблені за допомогою глини, яку вони брали з місця, там де і проживали. Розвиток мистецтва не був головною проблемою в племені Команчі.
В ущелині Ріо-Гранде та каньойні Віста-Верде (штат Нью-Мехіко) виявлено численні скельні малюнки команчів. Вони зображували трикутники (ними позначали тіпі — житла команчів), коней, церемоніальних шкіряних торбин, відомих як парфлеш, битви, вояки зі зброєю та головними уборами, полонені, ритуальні речі, поселення, навіть один з малюнків розшифровують як комету.

### Побут
У їхнього народу було багато різних видів продуктів, які вони зазвичай їли. Більшість північних команчі їли м'ясо буйвола більшу частину часу. В цілому, вони їли коріння, овочі і фрукти, а також м'ясо різних диких тварин. Вони були повністю проти канібалізму, хоча вони їли конину в важкі часи, у них було під забороною харчуватися собачою плоттю (як і у більшості племен). Один дуже відомий рецепт у них, це смажені зерна. Інгредієнти були ось такі: близько 8 качанів кукурудзи, півфунта бекону, одна велика цибулина, сіль і чорний перець за смаком. Кукурудзу було легко приготувати, вона була корисна, тож команчі частенько вживали її у їжу.
Одяг Команчі варіювався від багатьох різних речей. Чоловіки зазвичай були одягнені у футболки зі шкіри оленя, легінси і мокасини. Жінки традиційно носили сукню з оленячої шкіри з чоботами по коліно і бісером. Діти носили так звані "мішечки"з оленячої шкіри і рідко носили сорочки. Якщо хтось із чоловіків команчі і надівав взуття, то, зазвичай, це були мокасини. Команчі жили в невеликих халупках, як і більшість рівнинних індіанців вони були кочовим народом. Кожна група переходить з місця на місце для полювання і торгівлі. Вони часто охоплюють сотні кілометрів в рік переїзду. Коли Команчі б переселялися, вони б завантажити все в дерев'яну раму з двома колесами, яка мала бути у кожній сім'ї, а коні б тягнули цей візок.